# الرجل المثالي (فلم 2011)
الرجل المثالي (بالفرنسية: Le Mec idéal)، هُو فيلم كوميديا رومانسية إيفواري فرنسي صدر سنة 2011 وأخرجه أويل آي براون.

## وصلات خارجية
- الرجل المثالي  في قاعدة بيانات الأفلام على الإنترنت (بالإنجليزية)